# Maria Rosaria Riuzzi
Maria Rosaria Riuzzi est une actrice italienne, née le 1er février 1957 à Rome. Elle a utilisé au cours de sa carrière le pseudonyme de Mary Kristal.

## Biographie
Maria Rosaria Riuzzi naît à Rome en 1957. Elle débute comme actrice au cinéma en 1975. En cinq années de carrière, elle apparaît dans douze films. En 1975, elle est notamment la fille de l’avocat Sartori dans le néo-polar à succès Rome violente (Roma violenta) de Franco Martinelli. En 1976, elle tient le rôle principal de la comédie érotique Sorbole... che romagnola d'Alfredo Rizzo. Le reste de sa carrière est constitué de rôles secondaires dans des films d’horreurs, des comédies légères et des gialli. Elle quitte le métier en 1980.

## Filmographie
- 1975 : Emmanuelle et Françoise (Emanuelle e Françoise le sorelline) de Joe D'Amato
- 1975 : Rome violente (Roma violenta) de Franco Martinelli
- 1975 : Marche pas sur ma virginité (La moglie vergine) de Marino Girolami
- 1975 : La Bagarre du samedi soir (Il tempo degli assassini) de Marcello Andrei
- 1976 : Sorbole... che romagnola d'Alfredo Rizzo
- 1976 : Mandinga de Mario Pinzauti
- 1976 : Jeunes, désespérés, violents (Liberi armati pericolosi) de Romolo Guerrieri
- 1976 : La madama de Duccio Tessari
- 1976 : Brigade spéciale (Roma a mano armata) d'Umberto Lenzi
- 1976 : Salon Kitty  de Tinto Brass
- 1977 : Il signor Ministro li pretese tutti e subito de Sergio Alessandrini
- 1979 : Les Amours interdites d'une religieuse (Immagini di un convento) de Joe D'Amato
- 1980 : Amore all'arrabbiata de Carlo Veo